# Alessandro Ghinelli
Alessandro Ghinelli (Pistoia, 1º agosto 1952) è un ingegnere e politico italiano, sindaco di Arezzo dal 2015.

## Biografia
Laureato in Ingegneria civile presso l’Università degli Studi di Firenze nel 1978, Ghinelli si dedica sin dalla laurea alla professione di ingegnere. Dal giugno 1992 al febbraio 2000 è stato consigliere dell’Ordine degli Ingegneri della provincia di Arezzo.
Svolge la professione di ingegnere fino al 1999 quando diventa assessore nella giunta del sindaco forzista di Arezzo Luigi Lucherini, assumendo le deleghe alle opere pubbliche, infrastrutture, urbanizzazione, traffico e polizia municipale. Rimane assessore fino al 2006.
Nel settembre 2013 diventa membro del gruppo di esperti nominato dalla Giunta Regionale dell’Emilia-Romagna per la valutazione dei progetti di consolidamento del terreno di fondazione di edifici inagibili a seguito del terremoto dell'Emilia del 2012 e per la microzonazione sismica.
In occasione delle elezioni comunali del 2015, si candida a sindaco di Arezzo alla guida di una coalizione di centrodestra (OraGhinelli, Forza Italia, Lega Nord e Fratelli d'Italia - Alleanza Nazionale), risultando eletto al ballottaggio con il 50,83%. Cinque anni più tardi si ripresenta sostenuto dalle quattro liste della coalizione e dalla civica Civitas Etruria Arezzo: al primo turno arriva al 47% contro il 35% dello sfidante del centro-sinistra mentre al ballottaggio ha di nuovo la meglio con il 54,5%.
Nel maggio del 2024, in occasione delle elezioni europee, viene candidato nella lista di Forza Italia per la circoscrizione centrale  ma con circa 1.600 preferenze si piazza penultimo e non è eletto.